# Keurvorst

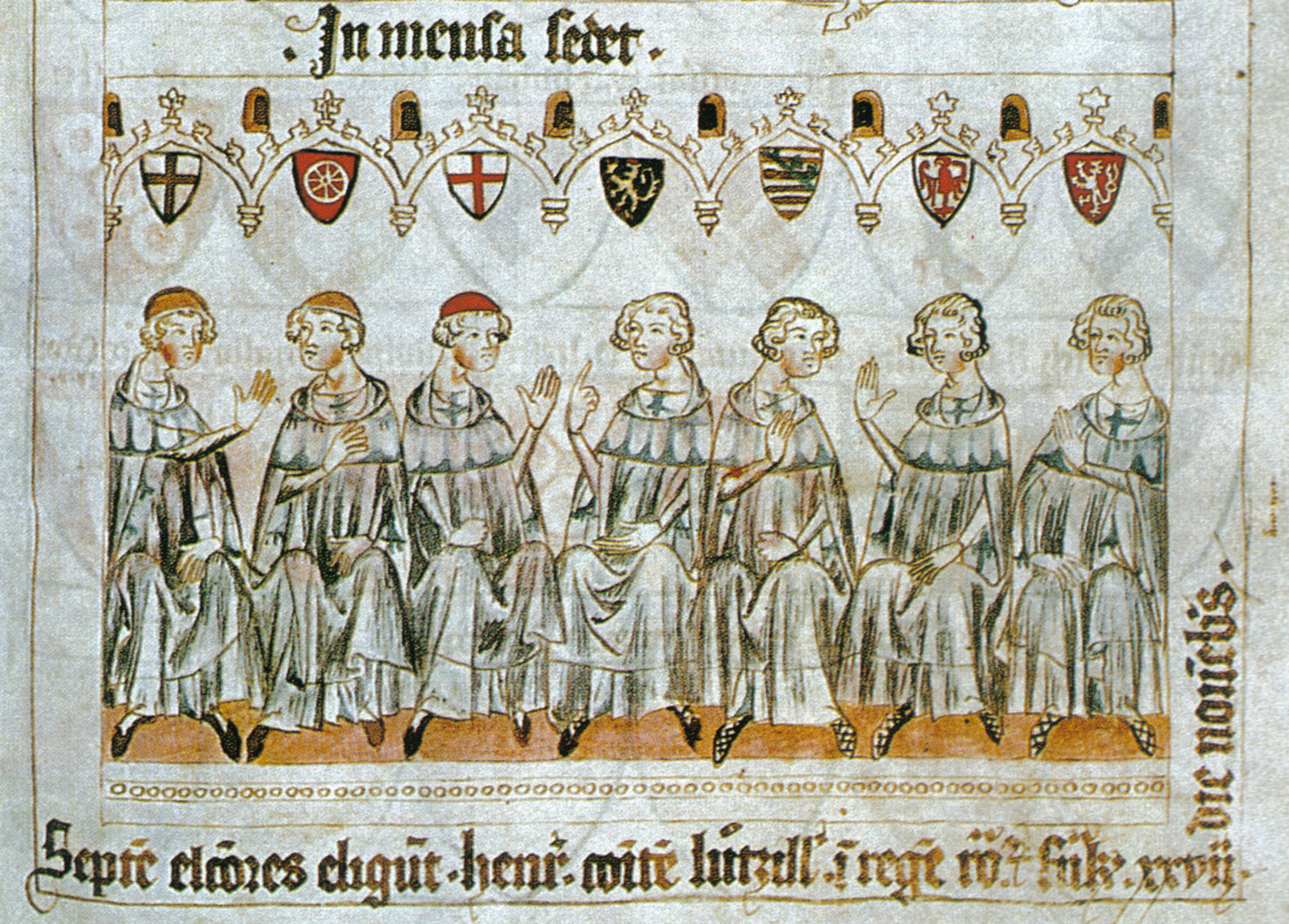
De Codex Balduineus (ca. 1340) bevat een oude visuele voorstelling van het keurvorstencollege:
de keurvorsten verkiezen Hendrik van Luxemburg tot koning. Dit zijn, te herkennen aan het wapenschild boven hun hoofd (v.l.n.r.), de prins-bisschoppen van Keulen, Mainz en Trier, de Paltsgraaf aan de Rijn, de hertog van Saksen, de markgraaf van Brandenburg en de koning van Bohemen, die bij de verkiezing van Hendrik in werkelijkheid niet aanwezig was.

Een keurvorst (Latijn: princeps elector imperii of elector; Duits: Kurfürst) was een van de aanvankelijk zeven, later negen en ten slotte tien hoogste vorsten in rang van het Heilige Roomse Rijk, die sinds de 13e eeuw het alleenrecht op de verkiezing van de Rooms-Duitse koning bezaten. Met deze koningstitel was traditioneel ook de aanspraak op de kroning tot Rooms-Duits keizer door de paus verbonden.
De benaming Kurfürst gaat terug op het Middelhoogduitse woord kur of kure voor verkiezing. Hieruit is het Nieuwhoogduitse küren ("plechtig (uit)verkiezen") ontstaan. Het daarmee verwante sterke werkwoord kiesen is buiten het ervan afgeleide erkiesen uit de Duitse taal verdwenen, maar leeft voort in het Nederlandse werkwoord kiezen en het Engelse werkwoord to choose.

## Samenstelling van het keurvorstencollege

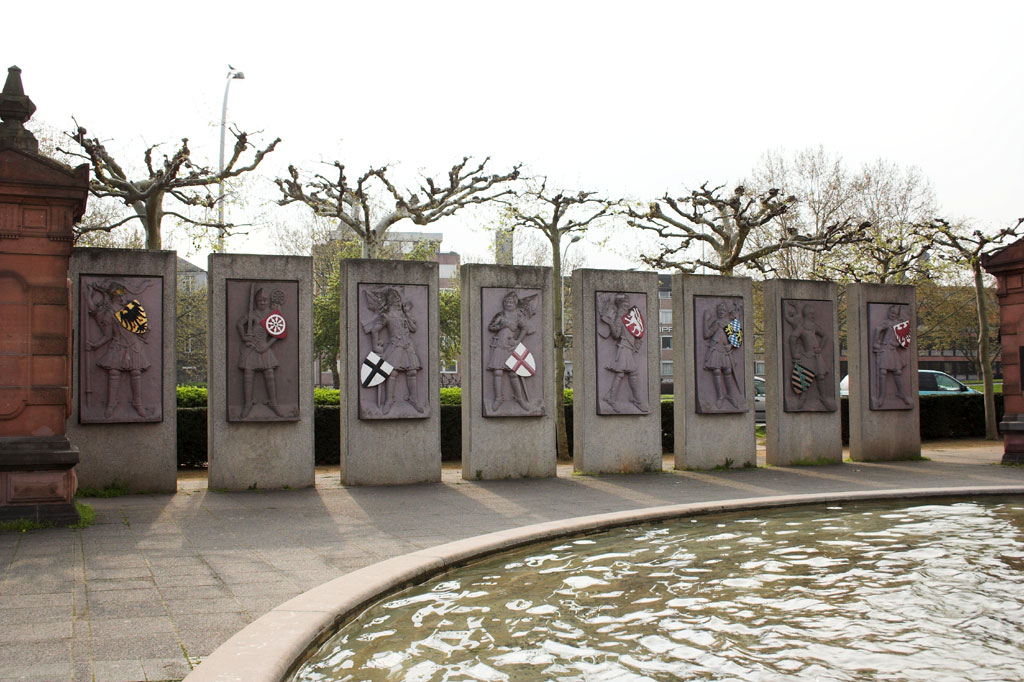
Zandstenen reliëf van de zeven keurvorsten en de Rooms-Duitse koning in Mainz (replica van een origineel uit de vroege 14e eeuw, nu in het Landesmuseum Mainz)

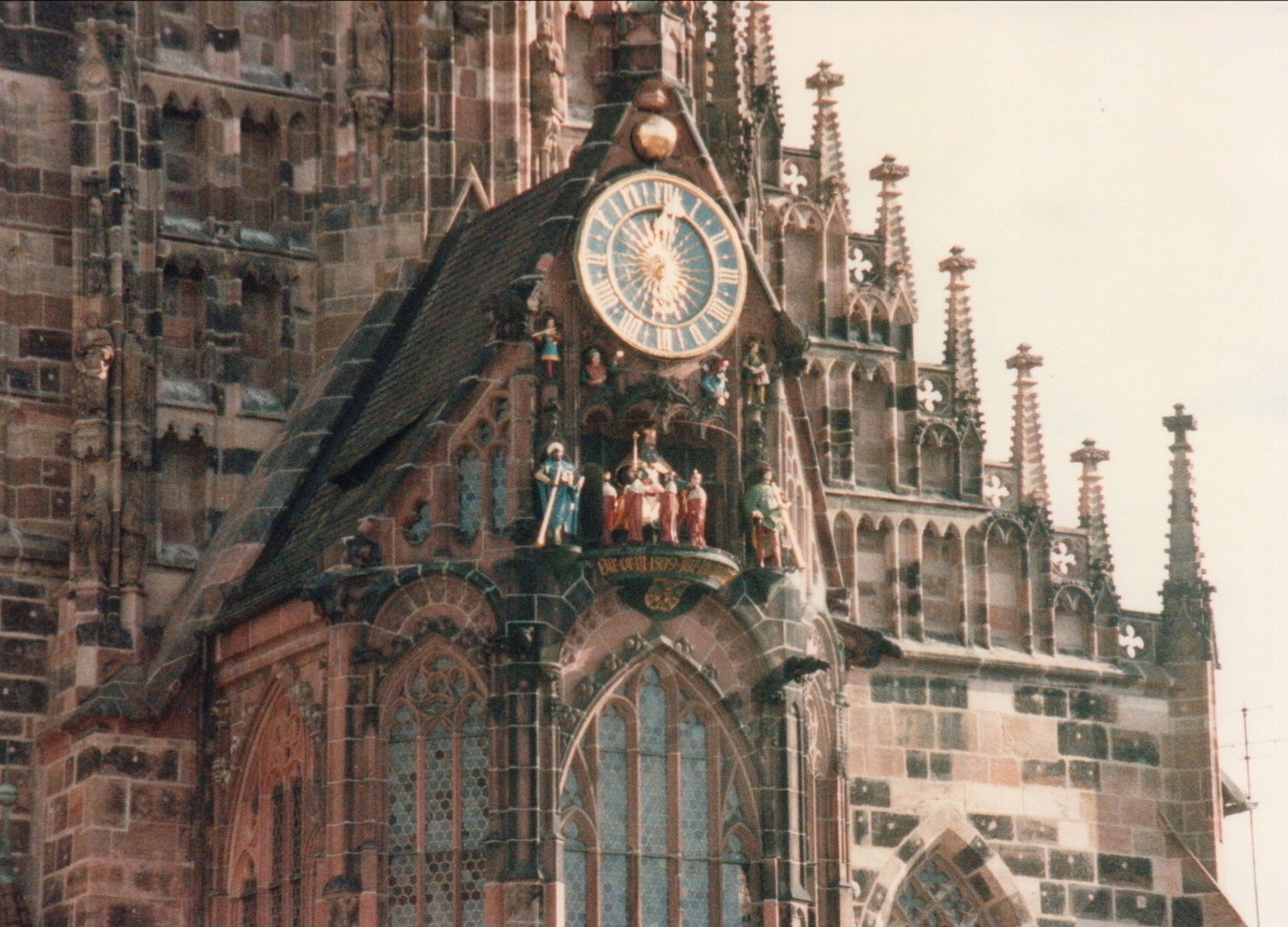
Bij het Männleinlaufen boven het hoofdportaal van de Onze-Lieve-Vrouwekerk in Neurenberg draaien de zeven keurvorsten elke dag om 12 uur driemaal rond de gezeten keizer.

In de middeleeuwen en in de vroege nieuwe tijd maakten zeven, later negen rijksvorsten deel uit van het keurvorstencollege. Elke keurvorst werd ook een rijksaartsambt toegekend. Tot het oorspronkelijke college behoorden:
drie geestelijke prins-bisschoppen,
- de aartsbisschop van Mainz als aartskanselier voor Duitsland;
- de aartsbisschop van Keulen als aartskanselier voor Italië;
- de aartsbisschop van Trier als aartskanselier voor Bourgondië;

alsook vier wereldlijke vorsten,
- de koning van Bohemen als aartsschenker;
- de Paltsgraaf aan de Rijn als aartsseneschalk;
- de hertog van Saksen als aartsmaarschalk;
- de markgraaf van Brandenburg als aartskamerheer.

In de 17e eeuw verwierven twee andere rijksvorsten de waardigheid van keurvorst:
- In 1623 kwam de hertog van Beieren in plaats van de Paltsgraven in het college, vanaf 1648 kreeg de Paltsgraaf een nieuwe, achtste keurstem alsook het voor hem nieuw gecreëerde ambt van aartsschatmeester toegekend;
- In 1692 werd de hertog van Brunswijk-Lüneburg (officieel het keurvorstendom Brunswijk-Lüneburg geheten, maar vaak keurvorstendom Hannover genoemd) tot het college toegelaten als aartsvaandeldrager.

Nadat Beieren in 1777 door erfenis aan de Paltsgraven aan de Rijn was gevallen, doofde de keurwaardigheid van de Palts uit, terwijl die van Beieren bleef voortbestaan. Hierdoor kwam ook het aartsambt van aartsschatmeester te vervallen, terwijl het Beierse aartsambt van aartsseneschalk bleef verder bestaan. Het Reichsdeputationshauptschluss van 1803 hief de beide geestelijke keurvorstendommen van Keulen en Trier op, de keuraartskanselier verkreeg als schadeloosstelling voor het aan Frankrijk verloren Mainz het nieuw opgerichte vorstendom Regensburg.
Vier rijksvorsten kregen daarentegen voor het eerst de keurwaardigheid. Dit waren:
- de hertog van Salzburg
- de hertog van Württemberg
- de markgraaf van Baden
- de landgraaf van Hessen-Kassel.

Was er tot dan toe in het keurvorstencollege steeds een katholiek overgewicht geweest, dan heerste er nu een pariteit. Tegenover de vijf protestantse keurvorsten van Brandenburg, Hannover, Württemberg, Baden en Hessen-Kassel stonden evenveel katholieke keurvorsten: die van Saksen, die sinds 1697 weer katholiek waren, Palts-Beieren, Bohemen en Salzburg alsook de keuraartskanselier. De keurvorsten hadden door het Reichsdeputationshauptschluss van 1803 echter weinig invloed meer op de rijkspolitiek. Slechts drie jaar later legde keizer Frans II, als reactie op de oprichting van de Rijnbond (1806), de kroon van het Heilige Roomse Rijk der Duitse Natie neer, dat daarmee ophield te bestaan. Daarmee verloor ook het keurvorstenambt zijn functie.

## Geschiedenis van het keurvorstencollege

### Van het ontstaan tot de dubbelkeuze in 1198
De traditie van de vrije koningskeuze in het Oost-Frankische Rijk, het latere Heilig Roomse Rijk, begon in 911, toen de laatste Karolingische koning was gestorven. Toen besloten de rijksvorsten niet de volgens het erfrecht gelegitimeerde Karolingische heerser van het West-Frankische Rijk als opvolger te erkennen, maar een van hen, Koenraad I van Franken, tot koning te kronen. Dit was tot op dat tijdstip niet ongebruikelijk, daar ook in het West-Frankische Rijk de koning sinds 888 door de rijksgroten werd gekozen. Wanneer een koning sterk stond, kon hij meestal reeds tijdens zijn leven de verkiezing van zijn zoon tot zijn opvolger doordrukken. Daar de sinds 987 over Frankrijk regerende Capetingische koningen over de eeuwen heen hun zonen als hun opvolger konden achterlaten, ontwikkelde zich in Frankrijk uiteindelijk een erfelijke monarchie. In het Oost-Frankische Rijk daarentegen kwam het steeds weer tot een dynastieke wissel, omdat vele koningen geen directe mannelijke erfgenamen nalieten. In 1002, 1024, 1125, 1137 en 1152 werden koningen verkozen, die weliswaar meestal nauw verwant waren aan hun respectievelijke voorgangers, maar niet hun zoons waren. Reeds in 1002 traden naast hertog Hendrik van Beieren uit het huis van de Liudolfingen mededingers op, die bogen op gelijkaardige verwantschappelijke banden met diens voorganger Otto III. Na 1024 scheen de Salische dynastie zich met vier op elkander volgende koningen als enige erfgerechtigde te vestigen, tot ook deze in 1125 in mannelijke lijn uitstierf. In de aansluitende koningsverheffing van Lotharius III van Supplinburg zette zich voor het eerst het zuivere kiesrecht door. Bij Lotharius' dood in 1138 was zijn schoonzoon Hendrik de Trotse zijn volgens het erfrecht naaste verwant. Doch in plaats van op hem viel de keuze op de Staufer Koenraad III. Ook in 1152 werd niet de zoon van Koenraad, maar zijn neef Frederik Barbarossa verkozen. Zo werd met elke keur de traditie van de vrije verkiezing versterkt en de erfrechtelijke traditie verzwakt. Toch had zich in 1197 in het Heilige Roomse Rijk bijna het erfrecht doorgezet, als keizer Hendrik VI niet verrassend gestorven en het in de strijd om de opvolging in 1198 niet tot een dubbelverkiezing was gekomen.

### Ontwikkeling tot 1356

#### Geleidelijke ontwikkeling van het keurvorstencollege

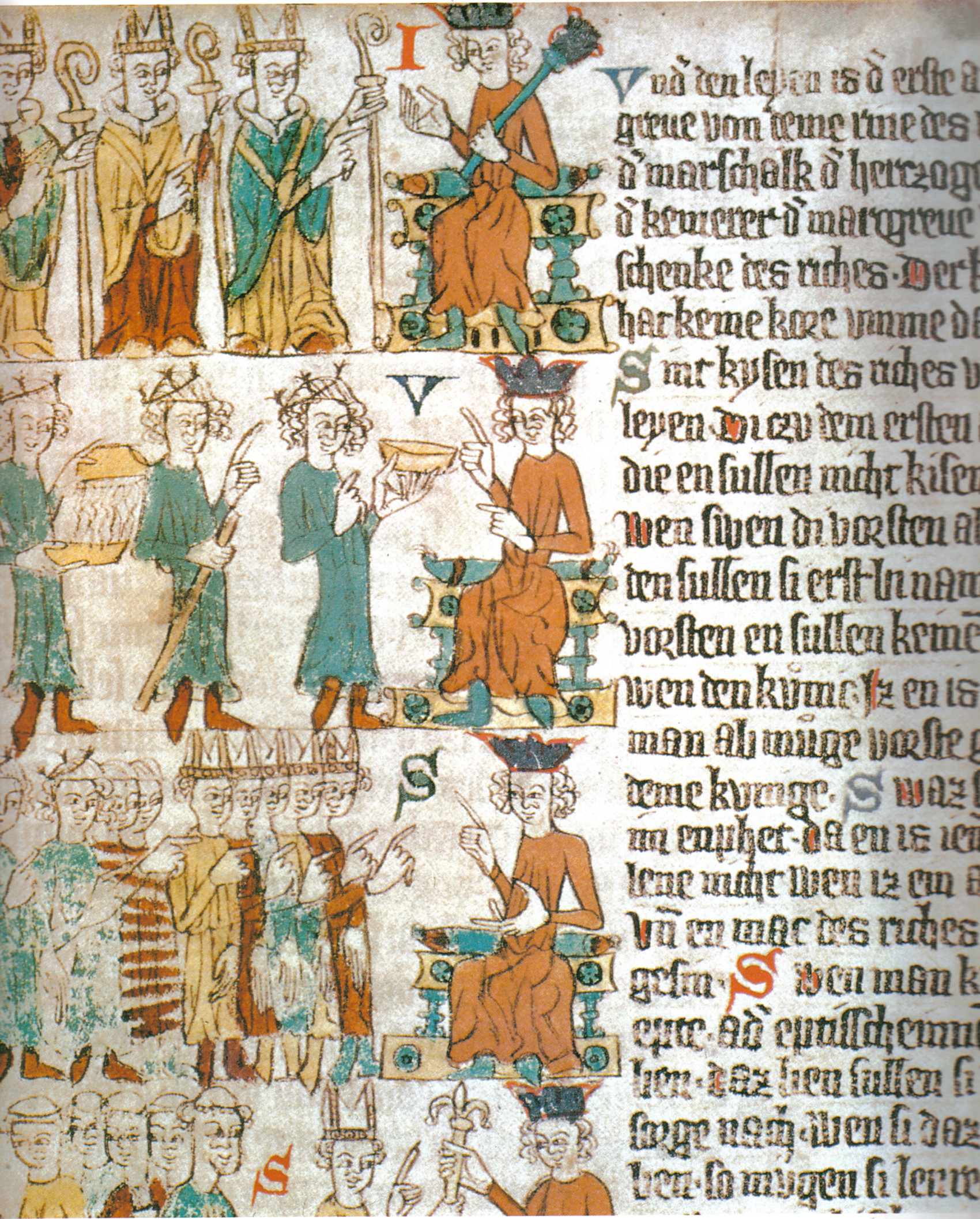
De koningskeuze in een miniatuur van de Saksenspiegel. Boven: de drie geestelijke vorsten wijzen naar de koning. Midden: de Paltsgraaf aan de Rijn overhandigd als baljuw een gouden schotel, daarachter de hertog van Saksen met de maarschalkstaf en de markgraaf van Brandenburg, die als kamerheer een schotel met warm water brengt. Onder: de nieuwe koning voor de rijksgroten (Heidelbergse Saksenspiegel, ca. 1300).

Met de dood van keizer Hendrik VI (1165–1197) strandde ook diens Erbreichsplan, de laatste poging het rijk in een erfelijke monarchie om te vormen. In de daarop uitbrekende Duitse troonstrijd tussen de Hohenstaufen en Welfen kwam het in 1198 tot een dubbelverkiezing van twee kandidaten voor de troon. De kandidaat van de Staufen Filips van Zwaben kon zich daarbij op een groter aantal stemmen beroepen. Tegenover hen stond de Keulse aartsbisschop Adolf van Keulen, die absoluut zijn kandidaat Otto van Braunschweig wenste aan te stellen. De aanvankelijk aan de verliezende hand zijnde Otto vroeg paus Innocentius III om een scheidsrechterlijke uitspraak te doen. Daar sinds de keizerskroning van Otto I de Grote in 962 het Duitse koningschap met het Romeinse keizerschap was verbonden hadden de pausen steeds een grote interesse gehad voor een medewerkingsrecht aan de Duitse koningskeuze. Doch zolang de afloop van het conflict nog niet duidelijk was, hield de paus zich op de vlakte om zich niet aan de kant van de verliezer te scharen.
Om zijn beslissing meer gewicht te verlenen zou volgens nieuw onderzoek een vorstengroep van de Welfen rond Adolf van Keulen hebben voorgesteld dat twee geestelijke en twee wereldlijke vorsten – de aartsbisschoppen van Keulen en Mainz alsook de Paltsgraaf aan de Rijn en de hertog van Saksen als een paritair bezette arbitragecommissie - de beslissende kiescommissie zouden vormen. Aan deze vier zijn dan aan het begin van de 13e eeuw respectievelijk een nieuwe geestelijke en een wereldlijke vorst toegevoegd: de aartsbisschop van Trier en de markgraaf van Brandenburg. Volgens het oudere historische onderzoek zou Innocentius III de opvatting hebben verdedigd dat voor een rechtmatige verkiezing de toestemming van de drie Rijnlandse aartsbisschoppen en de Paltsgraven aan de Rijn onontbeerlijk was, die aan het begin van de 13e eeuw met de hertog van Saksen en de markgraven van Brandenburg zou zijn uitgebreid geweest.
Rond 1230 stelde de Saksenspiegel van Eike van Repgow vast: "In des keisers kore sal der erste sin der bischof von Menze, der andere von Triere, der dritte von Kolne. " ("Bij de keuze van de keizer zal de eerste de bisschop van Mainz, de tweede die van Trier, de derde die van Keulen zijn.") Dan volgen de drie wereldlijke vorsten. De koning van Bohemen wordt in de werk noch uitdrukkelijk als zonder stemrecht vermeld "Der schenke des riches, der kunig von Bemen, enhat keine kore, umme das he nicht duzch enis." ("De schenker van het rijk, de koning van Bohemen, heeft geen kur, omdat hij niet Duits is"). Nieuwere theorieën gaan ervan uit, dat hij pas vanaf 1252 tot de koningskiezers werd gerekend, toen het keurcollege zich als enige kiesinstantie had weten door te zetten en hierdoor patstellingen zouden worden vermeden.
Het keurvorstencollege trad in 1257, na de dood koning Willem van Holland, voor de eerste maal als exclusieve instelling naar voren, die alle overige rijksvorsten van de verkiezing uitsloot. In een dubbelverkiezing werden zowel Alfons van Castilië als Richard van Cornwall tot Willems opvolger aangewezen. Elke kandidaat behaalde echter drie stemmen. Koning Ottokar II van Bohemen gaf namelijk aan beiden zijn stem. Geen van beiden verkozenen kon zijn heerschapsrechten ooit feitelijk uitoefenen, zodat het interregnum tot aan de verkiezing van Rudolf van Habsburg in 1273 zou voortduren. De periode van het interregnum versterkte de positie van de keurvorsten aanzienlijk, wat zich vooral in de 14e eeuw zou doen blijken. Aan de verkiezing van Rudolf I had ook de koning van Bohemen weer deelgenomen. Zijn definitief lidmaatschap tot het college kon hij echter pas in 1289 doorzetten. Tijdens de Hussietenoorlogen in de 15e eeuw werd de Boheemse keurwaardigheid opnieuw tijdelijk uitgeschakeld. De keurvorstelijke waardigheid van de Boheemse koning werd tot 1708 niet waargenomen.
Met de verkiezing van 1308, in dewelke alle zes aanwezige keurvorsten Hendrik van Luxemburg tot Rooms-Duitse koning bestemden, werd het nieuwe zelfbesef van het keurcollege zichtbaar. Tezamen met de nieuwe koning maakte men de keuze slechts aan paus Clemens V bekend, zonder om de pauselijke approbatio te vragen. Daarmee maakte men duidelijk, dat haar keuze voor een geldige koningskeuze volstond en dat deze geen bijkomende bevestiging van de paus nodig had. De verkiezing maakte bovendien duidelijk, dat de keurvorsten na de ervaringen met Adolf van Nassau en Albrecht I, die beiden een deels tegen de keurvorsten gerichte hausmachtpolitiek hadden gevoerd, strikt op de inachtneming van hun rechten stonden en van de nieuwe koning verlangden, deze te respecteren. De speelruimte van het koningschap werd daardoor aanzienlijk ingeperkt, ook wanneer Hendrik VII zijn macht soms daardoor zocht te versterken, dat hij zich van Bohemen als hausmacht verzekerde en in Italië de vernieuwing van het keizerschap nastreefde.

#### Keurvereniging van Rhense

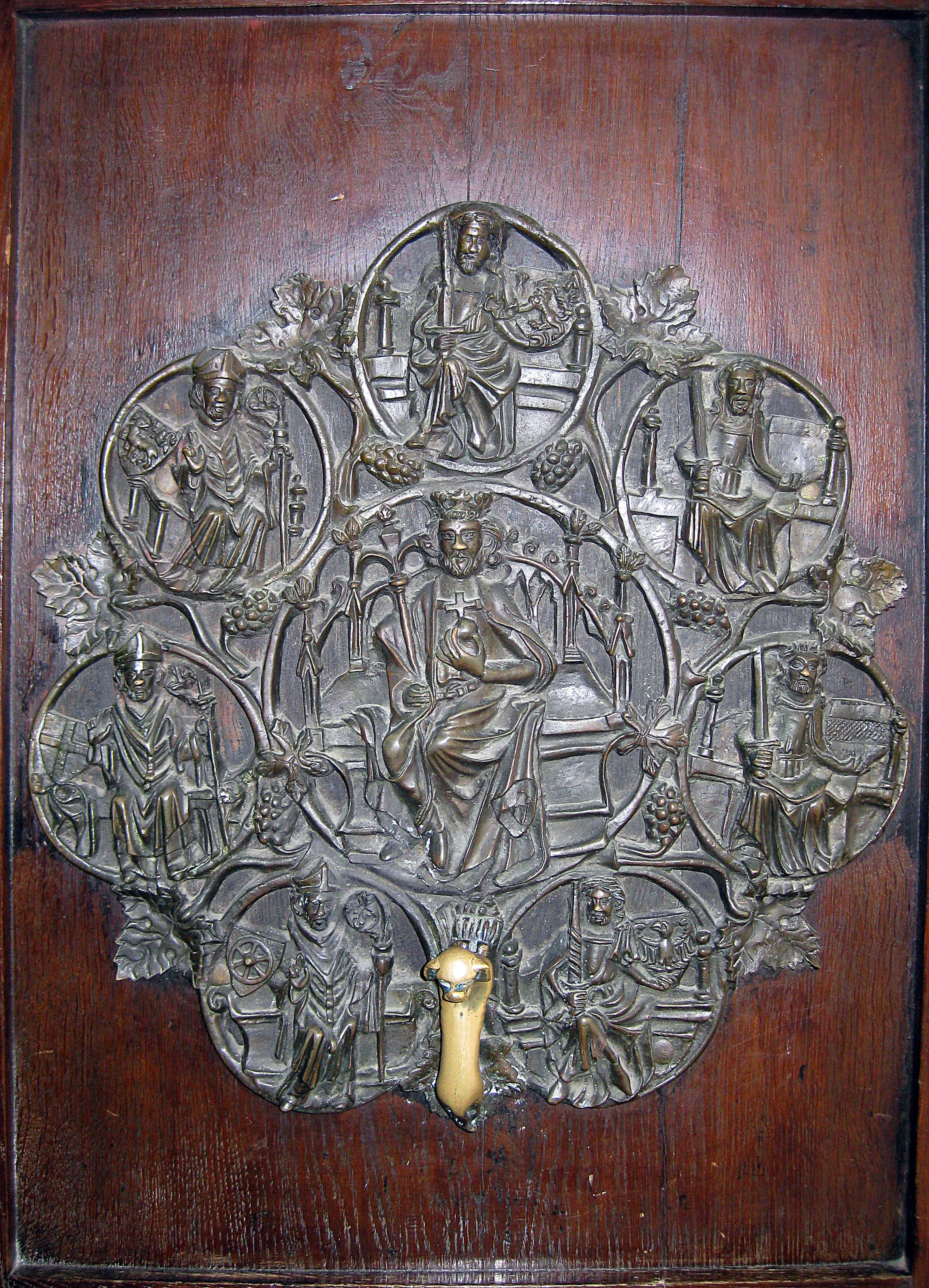
De koning omringd door de zeven keurvorsten (gotische deurknop van het Stadhuis van Lübeck).

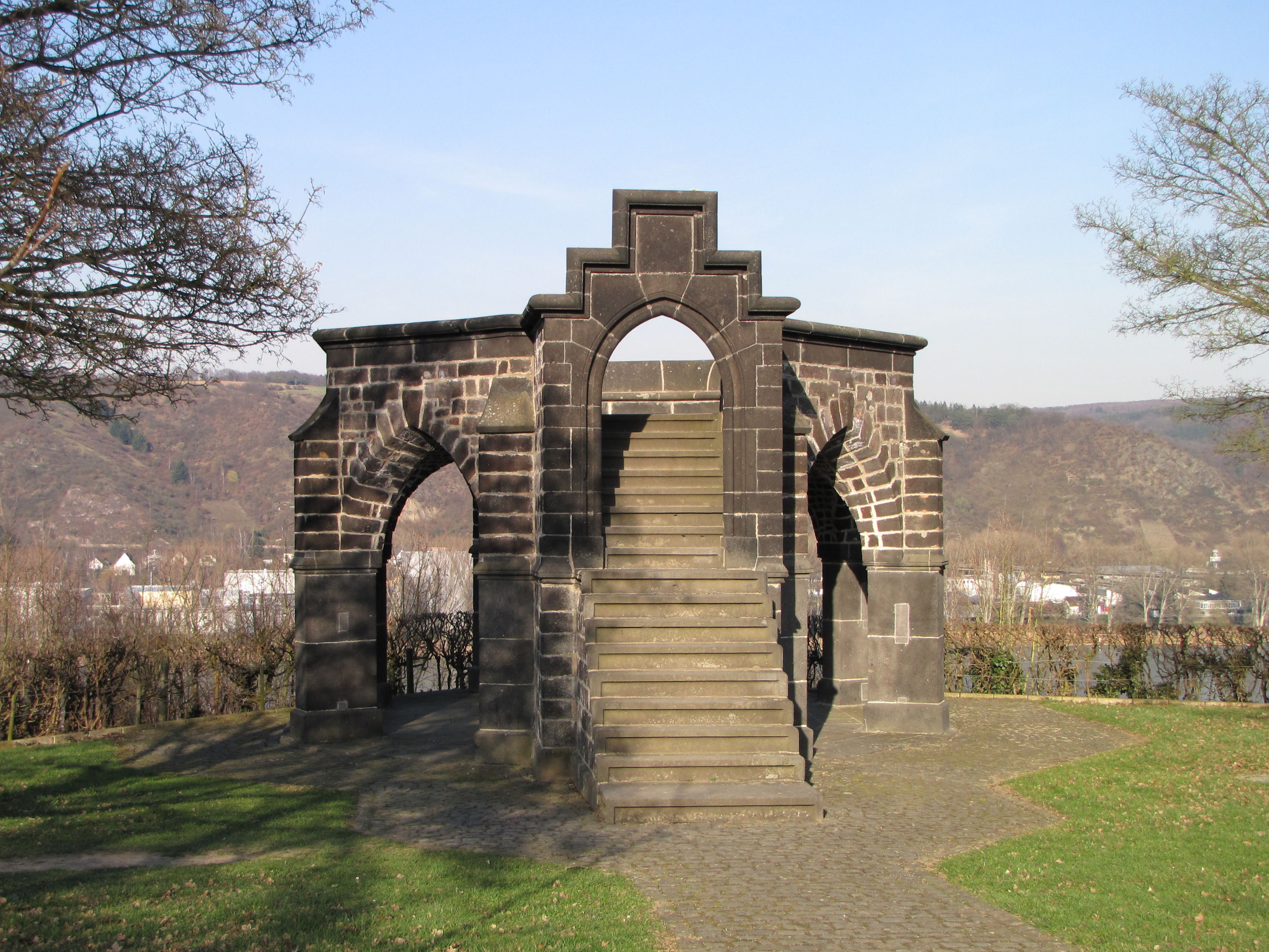
De zogenaamde Koningsstoel van Rhens staat op de plaats waar tweemaal een rooms-koning werd verkozen: in 1346 Karel IV en in 1400 Ruprecht van de Palts. Hier bouwde men tussen 1376 en 1398 een stenen "stoel" waarop elke verkozen koning sindsdien op zijn tocht van Frankfurt naar Aken voor zijn kroning zat om de eed af te leggen aan de keurvorsten.

In 1338 gingen de keurvorsten zich in de keurvereniging van Rhense nauwer verenigen, om in de toekomst voor koningskeuzes beter op elkaar te kunnen afstemmen. Uit de keurvereniging kwam later de keurvorstenraad van de Rijksdag voort. Daarbij besloten de keurvorsten in Rhens, dat de paus geen approbatiorecht toekwam en dat de door hen verkozen koning niet diens toestemming nodig had. In de in de oudere wetenschappelijke literatuur Rhenser Weistum genoemde tekst van 16 juli 1338 luidt het:

hoc esse de iure et antiqua consuetudine imperii approbata, quod, postquam aliquis a principibus electoribus imperii vel a maiori parte numero eorundem principum etiam in discordia pro rege Romanorum est electus, non indiget nominatione, approbatione, confirmatione, assensu vel auctoritate sedis apostolice super administratione bonorum et iurium imperii sive titulo regio assumendis.
naar recht en oude gewoonte van het rijk behoeft iemand, die door de keurvorsten van het rijk of, zelfs bij tegenstrijdigheid, door de meerderheid van dezelfden tot rooms-koning verkozen is, geen voordracht, approbatio (pauselijke goedkeuring), confirmatie, toestemming of autoriteit van de apostolische stoel voor het beheer van de goederen en rechten van het rijk of voor de aanname van de koningstitel.
— Kurverein von Rhense.

Deze ontwikkeling nam een einde in 1508, toen Maximiliaan I zich met toestemming van de paus, maar zonder uitdrukkelijk door deze te zijn gekroond geweest, "imperator Romanus electus" (uitverkorene Roomse keizer) noemde. De titel van Rooms-Duits koning, die de heersers van het rijk sinds 1125 tussen hun verkiezing en hun kroning tot Rooms-Duitse keizer hadden gedragen, bleef van dan af aan voor de nog tijdens het leven van een keizer verkozen opvolger voorbehouden.
Buiten Karel V werd voortaan geen enkele keizer meer door de paus gekroond. De kroning van de Rooms-Duitse koningen en keizers werd oorspronkelijk, van 936 tot 1531, voltrokken in Aken door de aartsbisschop van Keulen. Vanaf de koningsverkiezing van Maximiliaan II in 1562 tot het einde van het rijk vonden de verkiezing en de kroning gewoonlijk in Frankfurt plaats, voor het laatst in 1792. Tijdens de kroning oefenden de keurvorsten – later slechts nog hun plaatsvervangers – de zogenaamde aartsambten (archiofficia) uit, die steeds met de keurwaardigheid waren verbonden.

#### Bepalingen van de Gouden Bul

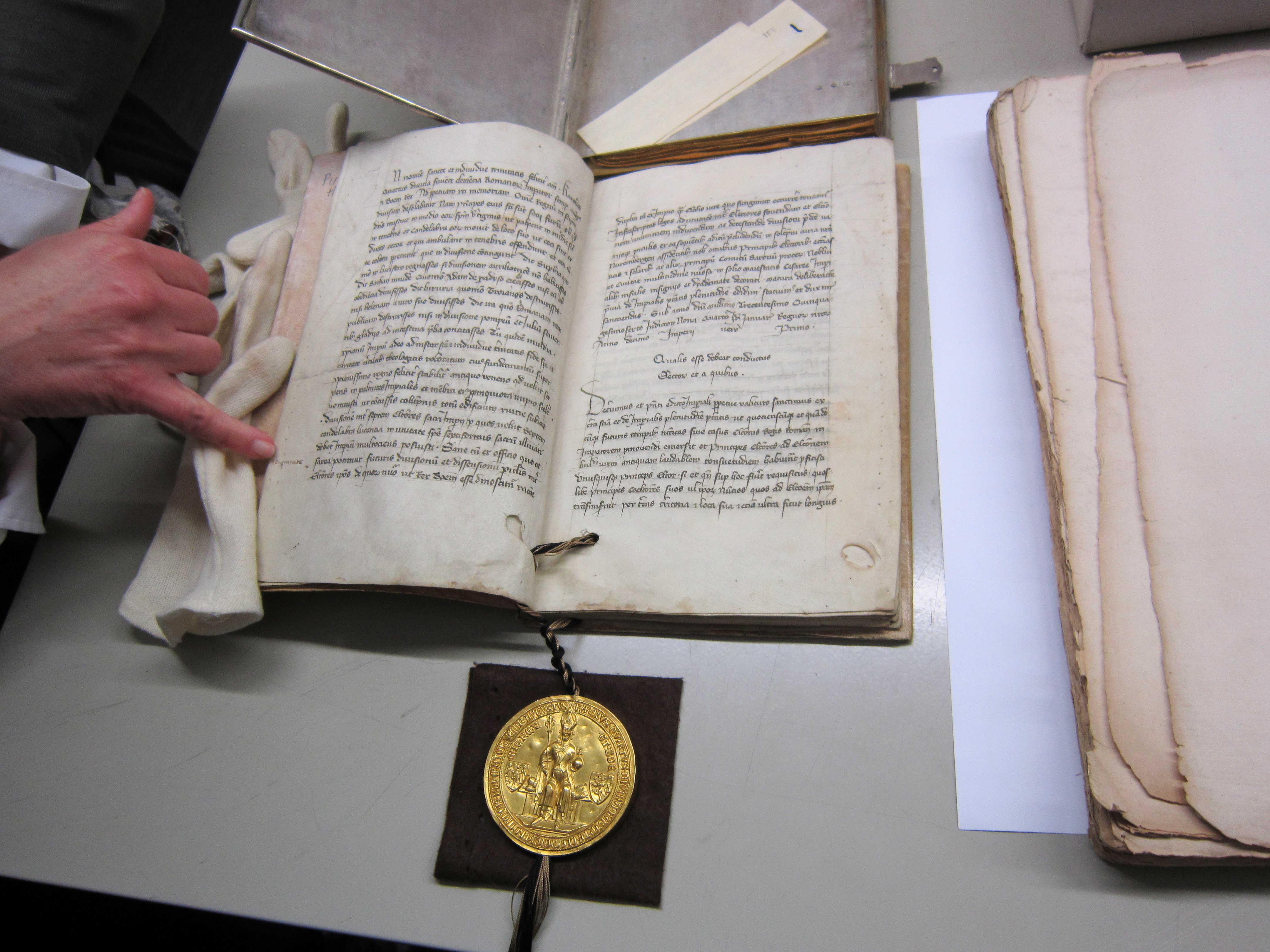
Exemplaar van de Gouden Bul uit Trier.

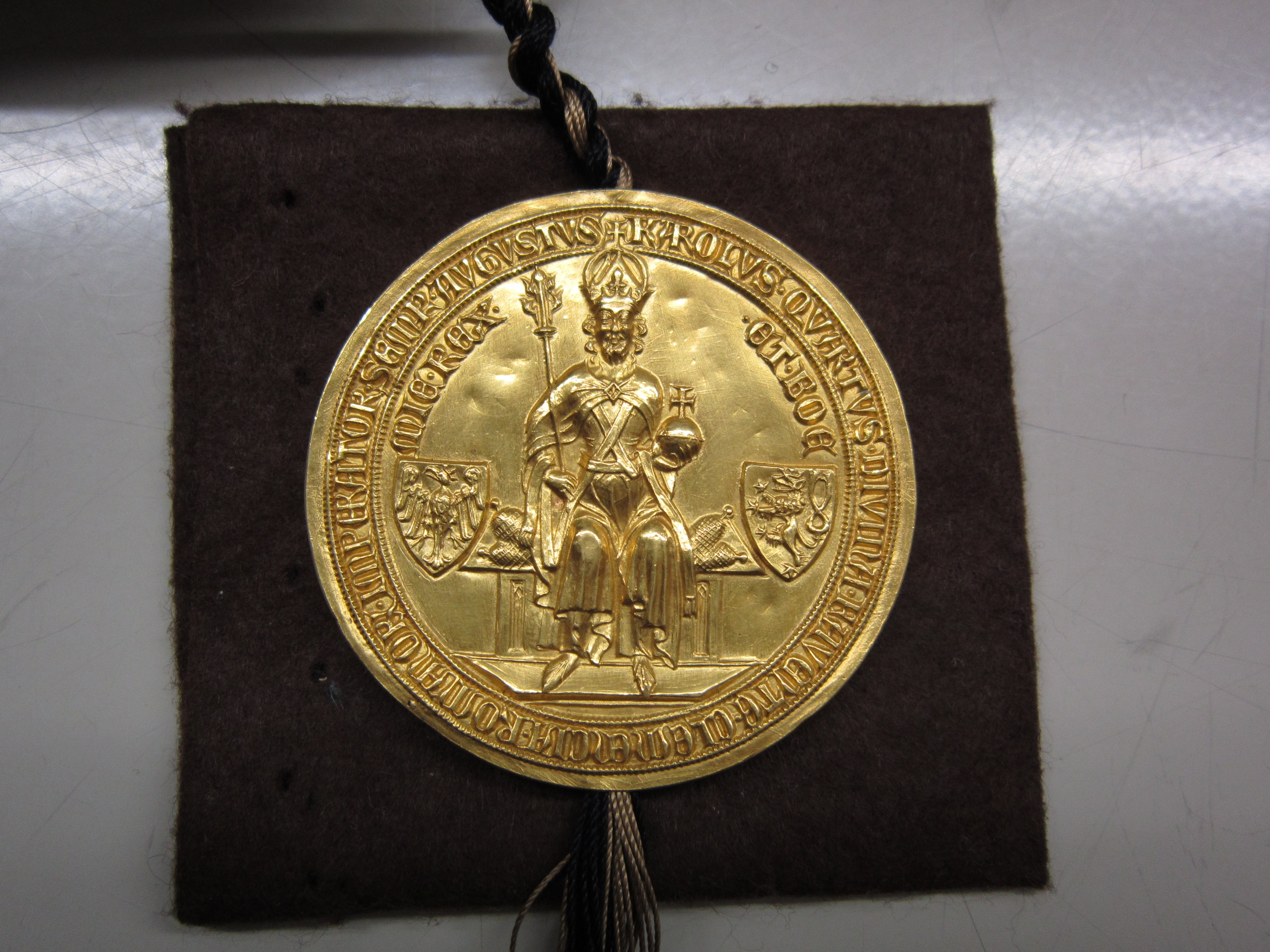
Het zegel van de Gouden Bul met de beeltenis Karel IV.

Sinds de dood van de Staufenkeizer Frederik II waren de keurvorsten van het dynastieke principe, dit wil zeggen de verkiezing van een lid van de heersende dynastie, naar een zogenaamde "afwisselende stemming" (springenden Wahlen) overgegaan. Hierdoor werd praktisch elke rijksvorst een mogelijke kandidaat voor de troon. De troonpretendenten moesten zich hun verkiezing door omvangrijke concessies afkopen, onder andere met de verlening van privileges aan de keurvorsten, die in een capitulatio caesarea (een document waarin een kandidaat zijn beloftes aan de keurvorsten neerschreef) precies werden vastgelegd. Daarenboven moesten de kandidaten sinds het eind van de 12e eeuw deels immense geldsommen aan de keurvorsten overmaken om zich van hun stem te verzekeren. Al dit versterkte de macht en onafhankelijkheid van de landvorsten in het rijk ten koste van de koninklijke centrale gezag en had een toenemende territoriale versplintering van Duitsland tot gevolg.
Om in de toekomst troonsopvolgingstwisten en de aanstelling van tegenkoningen te vermijden liet keizer Karel IV in 1356 de precieze rechten en plichten van de keurvorsten en de procedure van de Duitse koningskeuze, die zich tot dan toe gewoonterechtelijk had afgespeeld, in de Gouden Bul definitief codificeren. De bul vervulde haar bevrijdende werking en vormde tot in 1806 de grondslag van de constitutionele inrichting van het rijk.
De Gouden Bul bepaalde dat de aartsbisschop van Mainz als aartskanselier voor Duitsland binnen de 30 dagen na de dood van de laatste koning de keurvorsten in Frankfurt am Main liet samenroepen. Vooraleer ze daar, in de Dom van Frankfurt, tot de verkiezing van een opvolger konden overgaan, moesten ze zweren hun beslissing "zonder enige (geheime) afspraak, geldelijke bijdrage, verzoek of belofte" (absque omni pacto, stipendio, precio vel promisso) te nemen. In de bepalingen over de stemming, die naar het voorbeeld van het conclaaf voor de keuze van een paus waren gevormd, leest men verder:

Prestito denique per electores seu nuncios in forma et modo predictis huiusmodi iuramento, ad electionem procedant nec amodo de iam dicta civitate Frankenford separentur, nisi prius maior pars ipsorum temporale caput mundo elegerit seu populo christiano, regem videlicet Romanorum in cesarem promovendum. Quod si facere distulerint infra triginta dies, a die prestiti iuramenti prefati continuo numerandos, extunc transactis eisdem triginta diebus amodo panem manducent et aquam et millatenus civitatem exeant antedictam, nisi prius per ipsos vel maiorem partem ipsorum rector seu temporale caput fidelium electum fuerit, ut prefertur.
Wanneer nu de keurvorsten of hun gezanten in voornoemde vorm en wijze deze eed hebben afgelegd, zullen ze tot de stemming overgaan en voortaan de eerdergenoemde stad Frankfurt niet verlaten, voordat de meerderheid van hen voor de wereld of christenheid een wereldlijk hoogste heerser heeft verkozen, namelijk een Rooms-koning en toekomstig keizer. Indien ze dit echter binnen de dertig dagen, vanaf de dag van de eedaflegging te rekenen, noch niet hebben gedaan, zullen ze van dan af aan, na verloop van deze dertig dagen, voortaan slechts brood en water nuttigen en in geen geval uit de genoemde stad weggaan alvorens zij of een meerderheid van hen een heerser of een wereldlijk hoogste heerser van de gelovigen hebben verkozen, zoals hierboven staat.
— Gouden Bul van 1356 Cap. II 3.

De stemming van de keurvorsten gebeurde volgens hun rang: de aartsbisschop van Trier bracht als eerste zijn stem uit, de aartsbisschop van Keulen, die ook het kroningsrecht bezat, zolang Aken, dat in zijn aartsdiocees lag, de kroningsstad was, stemde als tweede keurvorst. Als derde volgde de koning van Bohemen als gekroonde wereldlijk vorst, als vierde de Paltsgraaf aan de Rijn, die tijdens het openvallen van de troon of bij afwezigheid van de keizer uit Duitsland als rijksvoogd optrad, dit is als plaatsvervanger van de koning in alle landen, waar het Frankische recht gold. Daarenboven fungeerde hij bij gerechtelijke conflicten tussen heersers als koningsrechter. Op de vijfde plaats volgde de hertog van Saksen als rijksvoogd voor alle landen waar het Saksische recht gold en als zesde bracht de markgraaf van Brandenburg zijn stem uit. Hoewel hij de hoogste in rang was van de keurvorsten, stemde de aartsbisschop van Mainz als laatste zodat zijn votum bij stakende stemmen de doorslag gaf.
Net zoals de keurvereniging van Rhense verklaarde ook de Gouden Bul dat de koningsverkiezing zonder toestemming van de paus rechtsgeldig was. Het reeds door de keurvereniging vastgelegde meerderheidsprincipe in plaats van de tevoren als noodwendig geachte eenstemmigheid werd opnieuw bevestigd.
De Gouden Bulle legde bovendien een jaarlijkse bijeenkomst van alle keurvorsten vast tijdens dewelke zij met de keizer zouden beraadslagen. Verdere bepalingen betroffen de bijzondere privileges en regalia van de keurvorsten: ze hadden immuniteit, het muntrecht, het tolrecht, het jodenrecht alsook het Privilegium de non evocando en het privilegium de non appellando. Dit betekende: noch mocht de keizer een rechtsgeding naar zich toe te trekken, dat onder de jurisdictie van een keurvorst viel, noch konden hun onderdanen tegen oordelen van hun opperste gerechtshoven beroep aantekenen bij de keizerlijke gerechtshoven, ook niet bij het in de 16e eeuw opgerichte Rijkskamergerecht en de Rijkshofraad. Een keurvorst werd als hij 18 was als meerderjarig beschouwd, en aanvallen op deze werden beschouwd als majesteitsschennis.
Om een versplintering of vermeerdering van de keurstemmen te voorkomen, werden de keurvorstendommen tot ondeelbare territoria (Kurpräzipuum) verklaard. In engere zin verbond men slechts aan het keurvorstendom an sich het Kurpräzipuum, aldus het territorium dat met de keurwaardigheid was verbonden. Dit wou zeggen dat wanneer men het over het keurvorstendom Saksen had, dit eigenlijk slechts op het kleine hertogdom Saksen-Wittenberg, de zogenaamde Kurkreis, sloeg. Op grond van de beduiding van de titel van een keurvorst werd het begrip keurvorstendom steeds tot het gezamenlijk door een keurvorst geregeerde gebied uitgebreid. Zo bestond het keurvorstendom Sachsen vanaf de 15e eeuw in essentie uit het oude markgraafschap Meißen en landgraafschappelijke-Thuringse gebieden alsook later Lausitz, waarbij het Kurpräzipuum, het eigenlijke kernkeurvorstendom rond Wittenberg, slechts een klein deel van het zogenaamde keursaksische territorium, de Erblande, uitmaakte. De term keurvorstendom veranderde aldus meer op het grotere gebied ten zuiden van het Kurpräzipuum ging slaan. Strikt genomen was de drager van de keurwaardigheid keurvorst van het rijk en daarnaast nog steeds hertog, markgraaf of Paltsgraaf in zijn conglomeratie van gebieden. De keurvorstelijke titel liet de keurvorsten echter toe deze te gebruiken voor de unificatie van hun gebieden. Zo slaagden keurvorsten er tot aan het begin van de 18e eeuw in meest alle in hun bezit zijnde territoria onder de mantel van de keurwaardigheid in de keurstaat te integreren en daardoor staatsrechtelijk en administratief te unificeren.
De ondeelbaarheid beperkte zich aldus de facto en de jure slechts tot het Kurpräzipuum zelf, dit wil zeggen dat andere territoria, die tot het bezit van de keurvorst behoorden, vanzelfsprekend voortaan gedeeld konden worden overgeërfd. Dit kan in het bijzonder goed worden geïllustreerd aan de hand van het geval van keurvorst Johan George I van Saksen, die deels tot de Erblande behorende, dus reeds in het keurvorstendom geïntegreerde territoria, deels staatsrechtelijk noch sterk zelfstandige gebieden, bijvoorbeeld voormalige bisschoppelijke bezittingen, uit de erfenis van de keurprins losmaakte en aan zijn nageboren zoon bij testament als secundogenituur toekende. De Kurkreis met de keurwaardigheid en het merendeel van zijn gebieden bleven echter in handen van zijn eerstgeborene.
Een gelijkaardige rechtssituatie leidde ook reeds in 1485 tot deling van Leipzig, waarbij de facto het keurvorstendom werd opgedeeld, dit wil zeggen dat reeds goed geïntegreerde gebieden zoals het grootste deel van het markgraafschap Meißen aan de tweedgeborenen hertog Albrecht toevielen, terwijl het merendeel van de Thuringse gebieden met de Kurkreis en keurwaardigheid naar de eerstgeborenen Ernst gingen. Enige opvolger van een wereldlijke keurvorst in het Kurpräzipuum kon aldus slechts enkel diens oudste wettige zoon of, indien hij geen wettige mannelijke nakomelingen had, zijn naaste mannelijke agnaat zijn. De keurerfgenamen en troonopvolgers van wereldlijke keurvorsten werden keurprinsen genoemd, die van de geestelijke keurvorsten waren noch tijdens diens leven verkozen coadjutoren, die echter noch de bevestiging door het domkapittel nodig hadden. Tijdens de minderjarigheid van ene keurvorst regeerde diens naast meerderjarige mannelijke agnaat, bijvoorbeeld de oom van een keurvorst, als keuradministrator.
Het tweede deel van de Bul, het zogenaamde Metzer Gesetzbuch, behandelde in het bijzonder protocollaire vragen, de belastinginning alsook de straffen voor samenzweringen tegen keurvorsten.

### Keurvorsten in de vroege nieuwe tijd

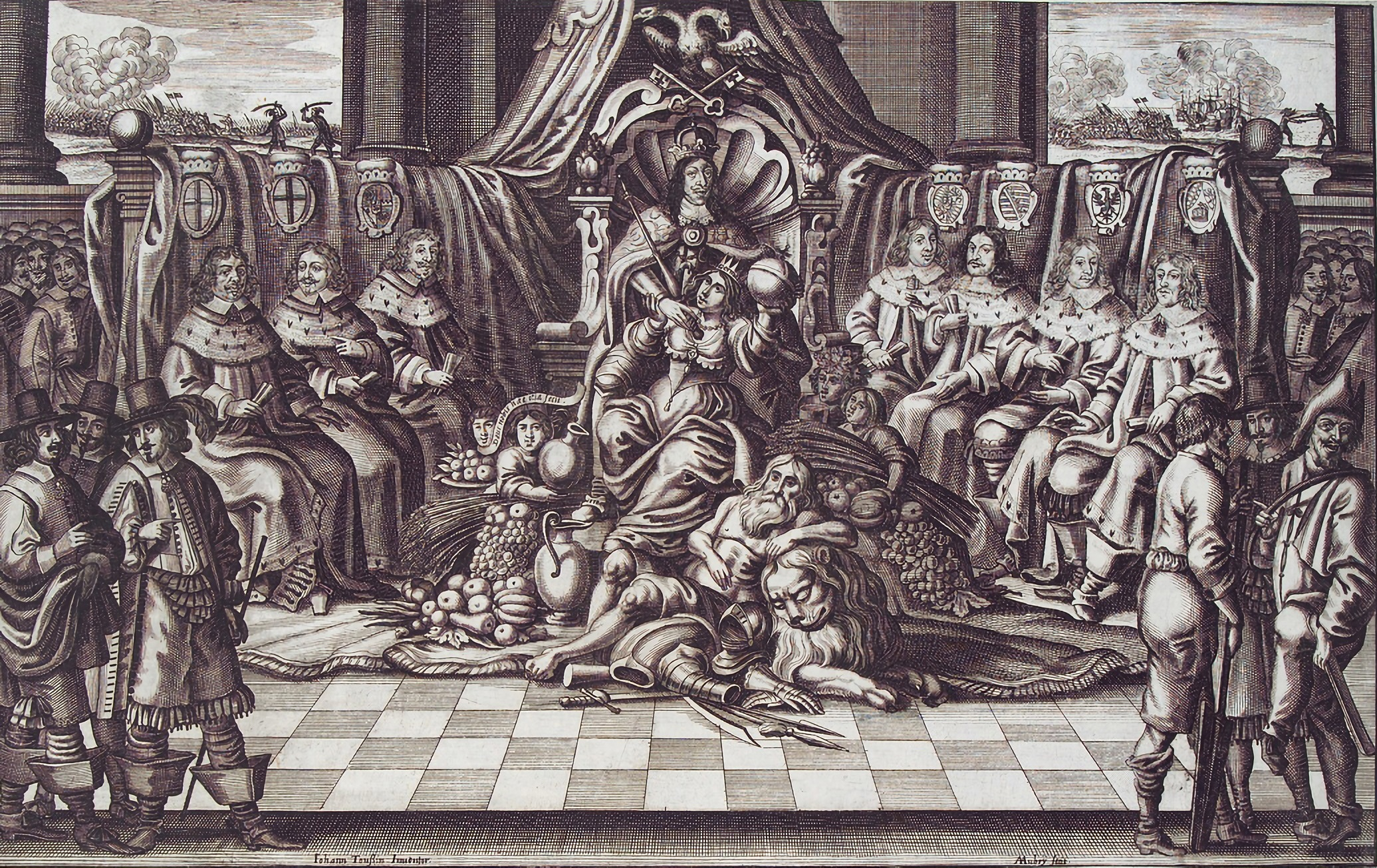
De keizer en de acht keurvorsten (kopergravure van Abraham Aubry, Nürnberg 1663/1664).

#### Politieke rol
De keurvorsten konden ondanks de vijandige houding van andere rijksvorsten tot aan het eind van de vroege nieuwe tijd het exclusieve recht van de koningskeuze alsook de formulering van de capitulatio caesarea bewaren. Wenste de keizer niet de kans van de koningskeuze van zijn opvolger op het spel te zetten, dan was hij op een goede verhouding met de keurvorsten aangewezen. Dit bepaalde in de 16e en 17e eeuw meestal de keizerlijke houding. Omdat in een periode zonder permanente Rijksdag de politieke afstemming tussen keizer en Rijksstanden slechts moeilijk mogelijk was, pleegden de keizers overleg met de keurvorsten wanneer ze niet de indruk van een al te eigenmachtige heerser wilden wekken. Deze visie volgden bijvoorbeeld Ferdinand I of Maximiliaan II. Daarentegen was de ruggespraak ten tijde van Karel V of Rudolf II duidelijk minder uitgesproken. Als belangrijkste partner van de keizer in de rijkspolitiek werden de keurvorsten ook als "innerste Räte" omschreven. Het keurvorstencollege gold als "cardo imperii", dit is "scharnier van het rijk", tussen de keizer en de Rijkstanden. Daarbij speelden de keurvorstendagen een belangrijke rol.
De vereniging van de keurvorsten in een in 1558 vernieuwde keurvereniging bevorderde een sterke engagement om rijkspolitieke belangen te doen primeren en een uitgesproken bewustzijn van de verantwoordelijkheid die men voor het hele rijk droeg. Ook al was het niet verplicht, toch legden de meeste keurvorsten een eed af waarin ze beloofden zich aan de principes van de keurvereniging te zullen houden. De keurvereniging diende daarbij ook als instantie ter verdediging van de keurvorstelijke standenbelangen en ter bewaring van hun bijzondere voorrechten.
De machtspositie van de keurvorsten werd reeds door hun tijdgenoten bekritiseerd. In het bijzonder Gottfried Wilhelm Leibniz zag in het keurvorstencollege een oppermachtige oligarchie. Het belang van de keurvorsten zou in de loop van de vroege nieuwe tijd evenwel duidelijk verzwakken. Tot in 1630 hing haar politieke rol sterk van de bereidheid van de toenmalige keizer af om de keurvorsten al dan niet in de rijkspolitiek te betrekken.
De religieuze tweespalt in de periode van de confessionalisering aan het eind van de 16e en begin van de 17e eeuw leidde tot een diepe crisis van het keurvorstencollege. De verschillende confessioneel-politieke belangen speelden in toenemende mate een belangrijke rol net als de gedeelde bezorgdheid om het rijk. De Rijnlandse geestelijke keurvorsten ageerden in het bijzonder als een blok ter behartiging van hun katholieke interesses. Dit zou deels opnieuw veranderen tijdens de Dertigjarige Oorlog. De keurvorsten en de keurvorstendagen namen deels de functies van de lamgelegde Rijksdag over en keerden zich tegen de toenmalige toenemende keizerlijke Macht. Toen de keurvorsten echter in 1636 eigenmachtig een rijksbelasting uitschreven, leidde dit tot weerstand van de andere grote Rijksstanden. De disputen tussen keurvorsten en rijksvorsten werden over een kleine halve eeuw ook uitgevochten met behulp van propaganda. Ten laatste in de jaren 1680 waren de keurvorsten hun aanspraken op een politieke voortrekkersrol feitelijk gefaald, maar ze boeten hierdoor echter niet hun ceremoniële voorrechten in. Kenmerkend was het feit dat na 1640 keurvorstendagen alleen naar aanleiding van een koningskeuze plaatsvonden.

#### Verandering van de samenstelling
Tot een eerste uitbreiding van het keurvorstencollege kwam het in de loop van de Dertigjarige Oorlog. Hertog Maximiliaan I van Beieren verlangde voor de hulp, die hij keizer Ferdinand II bij de verdrijving van de zogenaamde Winterkoning, de keurvorst Frederik V van de Palts, uit Bohemen had geboden, de keurwaardigheid van zijn Wittelsbachse verwant. Met de Opper-Palts werd aan de hertog de vierde, Paltse keurwaardigheid overgedragen – in 1623 aanvankelijk slechts voor hem persoonlijk, in 1628 ook voor zijn nakomelingen. De strijd om de keurwaardigheid van de Palts speelde ene belangrijke rol bij de onderhandelingen van de Vrede van Westfalen. Het werd uiteindelijk in 1648 bijgelegd door de creatie van een nieuwe, achtste keurwaardigheid voor de Paltsgraven. In deze vrede van Osnabück van 1648 werd de overdracht van de keur aan Beieren in artikel IV paragraaf 3 bevestigd. Voor de paltsgraaf aan de Rijn werd een achtste keurwaarde gecreëerd (paragraaf 5). In paragraaf 9 werd vastgelegd dat bij het uitsterven van één de beide takken de achtste keur weer zou vervallen. Dit gebeurde inderdaad bij het uitsterven van de hertogen van Beieren in 1777. Een negende keurwaardigheid voor Oostenrijk konden de Habsburgers daarentegen evenmin doordrukken als het votum decisivum, de bij stakende stemmen in het keurvorstencollege doorslaggevende stem voor Bohemen.
Succesvol in zijn het streven naar een negende keurwaardigheid was daarentegen in 1692 hertog Ernst August van Braunschweig-Lüneburg. Hij had deze verheffing van keizer Leopold I verlangd als compensatie voor zijn hulp met de wapens in de Paltse Successieoorlog tegen Frankrijk. Daarbij speelde het ook een rol, dat nadat de keurpalts was toegevallen aan een katholieke tak van het huis Wittelsbach het evangelische element in het keurvorstencollege opnieuw zou worden versterkt. Toen de keizer de hertog eigenmachtig de keurwaardigheid voor diens deelvorstendom Calenberg toekende, protesteerden de overige, vooral katholieke, keurvorsten. Daardoor gelukte het Leopold I, als confessionele compensatie de wedertoelating van zijn eigen, Boheemse Keurstem door te drukken. Zo konden de Habsburgers als koningen van Bohemen voortaan weer aan alle Keurvorstelijke beraadslagingen deelnemen, wat hen vanaf de late 15e eeuw behalve bij koningsverkiezingen was verboden geweest. De Rijksdag stemde in 1708 met twee zaken toe: de reactivering van de Boheemse keurwaardigheid en de toelating van de nieuwe keurwaardigheid van de hertogen van Braunschweig en Lüneburg.
Daar de keurvorsten van Hannover, zoals ze inofficieel werden genoemd, met George I in 1714 op de Britse troon waren gekomen, hadden de koningen van Engeland van dan af een recht van inspraak bij de Duitse koningskeuze.
Toen de Beierse Wittelsbachers in 1777 in mannelijke lijn uitstierven, viel hun vierde keurwaardigheid volgens de bepaling van de Vrede van Westfalen in 1648 alsook de Wittelsbachse Huisverdragen van 1329 (Verdrag van Pavia), 1724 (Wittelsbachse Huisunie), 1776, 1771 en 1774 toe aan hun erfgenamen, de eveneens Wittelsbachse (nu echter katholieke) Paltsgraven aan de Rijn. Hun eigen, Paltse keurwaardigheid wederom, de achtste keur, verloor. Dit werd met de Vrede van Teschen in 1779 voltrokken.

### Einde van de keurvorstendommen
Tijdens de napoleontische oorlogen annexeerde Frankrijk de gehele linker Rijnoever en daarmee grote delen van de vier Rijnse keurvorsten. In het Reichsdeputationshauptschluss van 1803 werden daarom de geestelijke keurvorstendommen Trier en Keulen opgeheven en de keurwaardigheid van Mainz op het vorstendom Regensburg-Aschaffenburg overgedragen. Voor het in een wereldlijk hertogdom veranderde prinsaartsbisdom Salzburg, voor Württemberg, het markgraafschap Baden en het landgraafschap Hessen-Kassel werden vier nieuwe keurvorstendommen ingericht. Het keurvorstendom Würzburg werd nog wel op 26 december 1805 gevormd. Al dit bleef echter zonder praktische betekenis, aangezien het Heilige Roomse Rijk reeds in 1806 ophield te bestaand en in de tussentijd er geen nieuwe keizer meer was te verkiezen geweest.
De keurvorsten van Beieren, Württemberg en Saksen werden koning en die van Baden, Regensburg (nu groothertogdom Frankfurt) en Salzburg (nu groothertogdom Würzburg) werden groothertog. De keurvorsten van Hessen-Kassel en Hannover verloren hun rijk tot de restauratie in 1813. De keurvorst van Bohemen was al koning en die van Brandenburg was al koning van Pruisen.
Slechts de heerser van Hessen-Kassel bleef de nu inhoudsloze titel van keurvorst voeren. Dit deed hij uit protest omdat hij de aan hem door het Congres van Wenen toegekende titel van groothertog niet voldoende vond. Hij meende recht te hebben op het koningschap.

### Keurvorstendom Hessen-Kassel
Nadat de landgraaf van Hessen-Kassel nog in 1803 de keurwaardigheid had verkregen, streed hij er hevig voor in de Reichsdeputationshauptschluss om zijn landgraafschap ook de jure "keurvorstendom" te mogen noemen. Dit was tot dan toe slechts in de omgangstaal gebruikelijk geweest, maar niet als erkende benaming voor zijn staatsstructuur. De eis van de landgraaf werd ten slotte ingewilligd, waarschijnlijk ook omdat hij de door Napoleon Bonaparte aangeboden koninklijke waardigheid met de titel "koning der Chatten" had geweigerd. Hoewel de keurwaardigheid na de abdicatie van de keizer in 1806 haar betekenis verloor, behield Hessen-Kassel de benaming "keurvorstendom" (kortweg: "Kurhessen") als staatsnaam. Dit is dus een bijzonder geval, daar hier de keurvorstentitel voor de eerste keer - ook al had het reeds volledig zijn betekenis verloren - als eigenlijke benaming voor een staat diende, terwijl de andere keurvorstendommen formeel steeds hertogdommen, markgraafschappen, paltsgraafschappen bleven en slechts de houder van de keurwaardigheid zelf keurvorst, dat wil zeggen kiesman van het rijk, was. Het keurvorstendom Hessen-Kassel werd na zijn nederlagen in de Oorlog van 1866 door het koninkrijk Pruisen geannexeerd en ging daarmee ten onder. Toch leefde de benaming voort in enkele namen, zoals onder andere de Evangelische kerk van Kurhessen-Waldeck of de Kurhessenbahn.

## Keurvorstenornaat

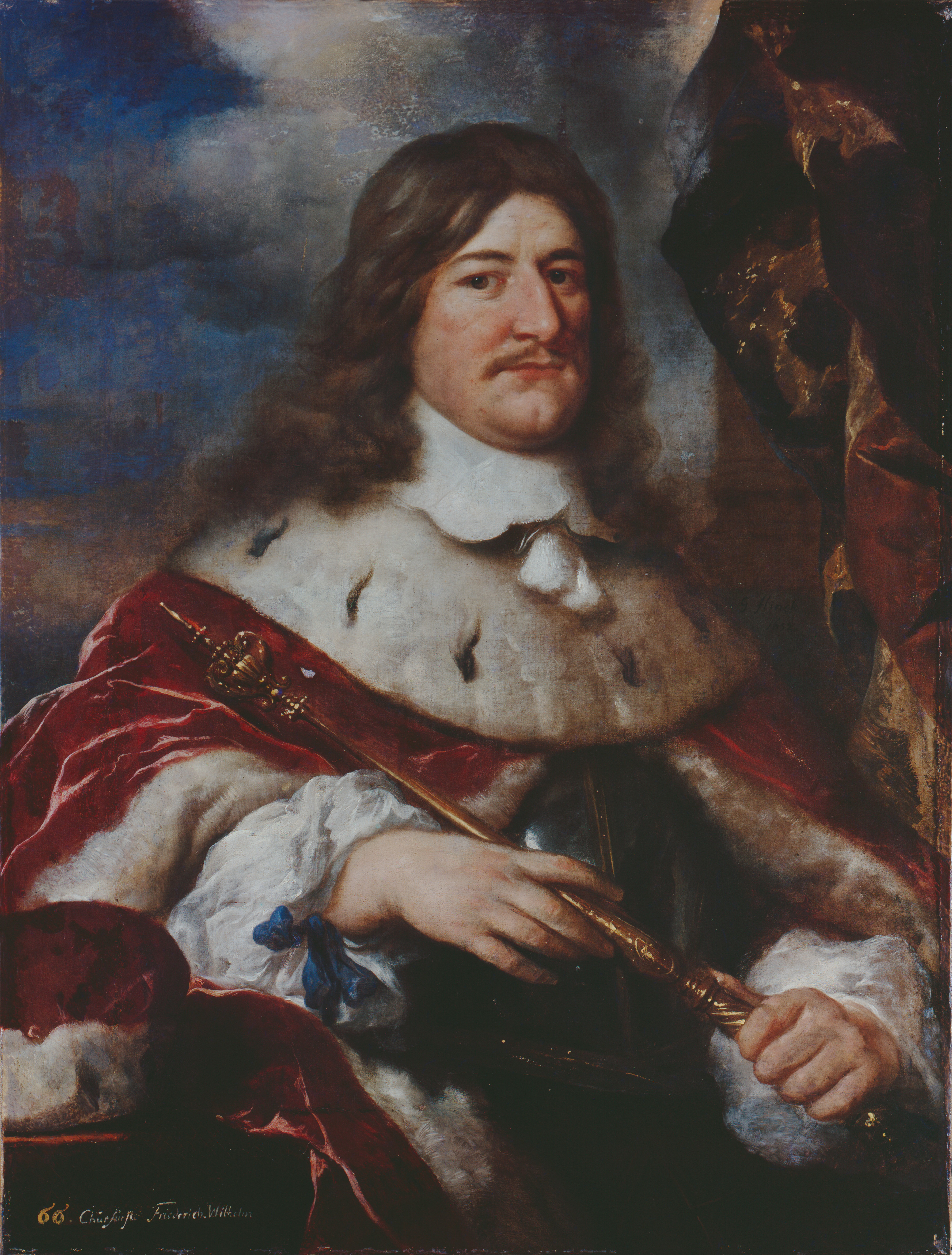
Frederik Willem I van Brandenburg, de grote keurvorst in keurvorstenornaat (rond 1652).

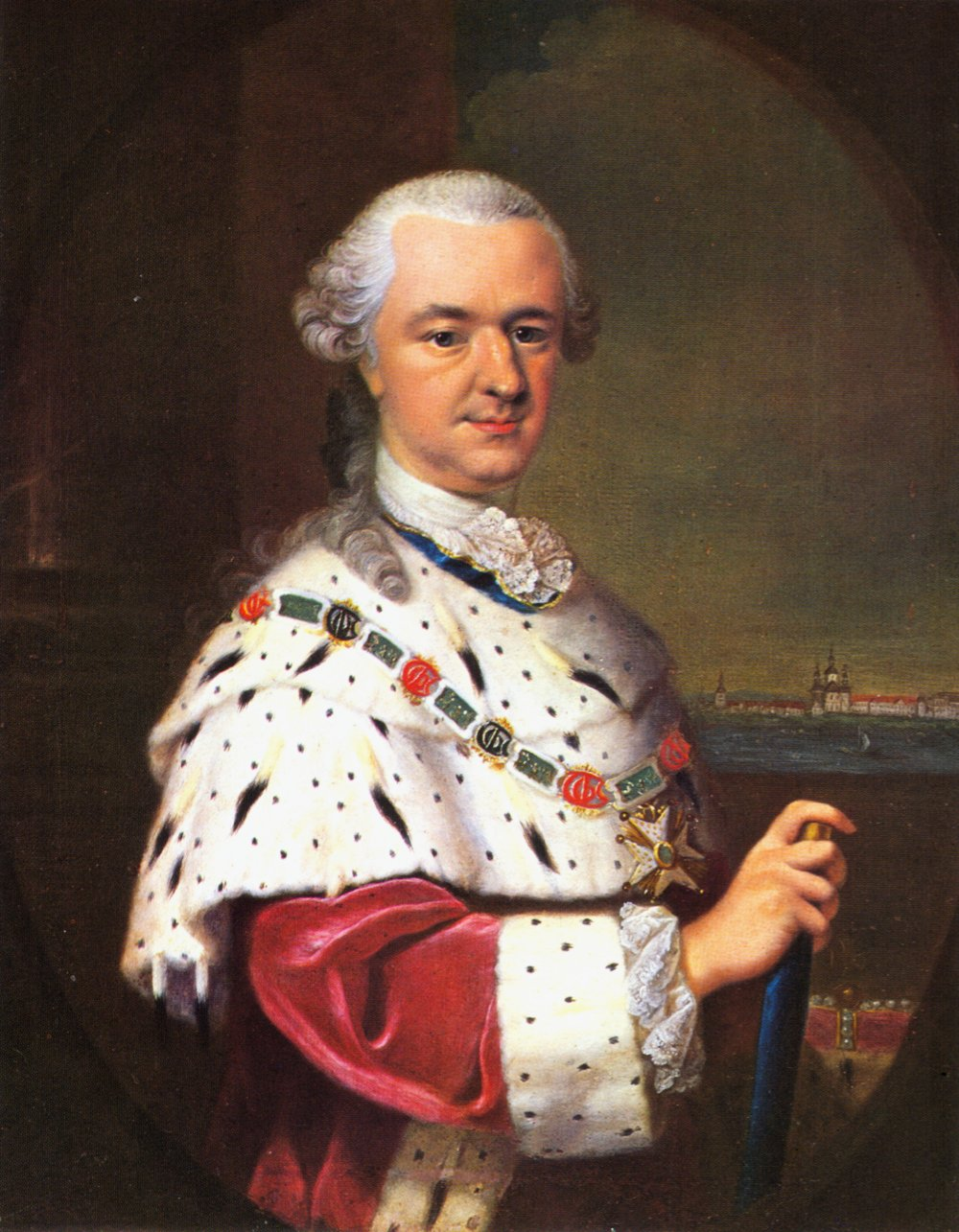
Karel Theodoor, keurvorst van de Palts en van Beieren in keurvorstenornaat (1744).

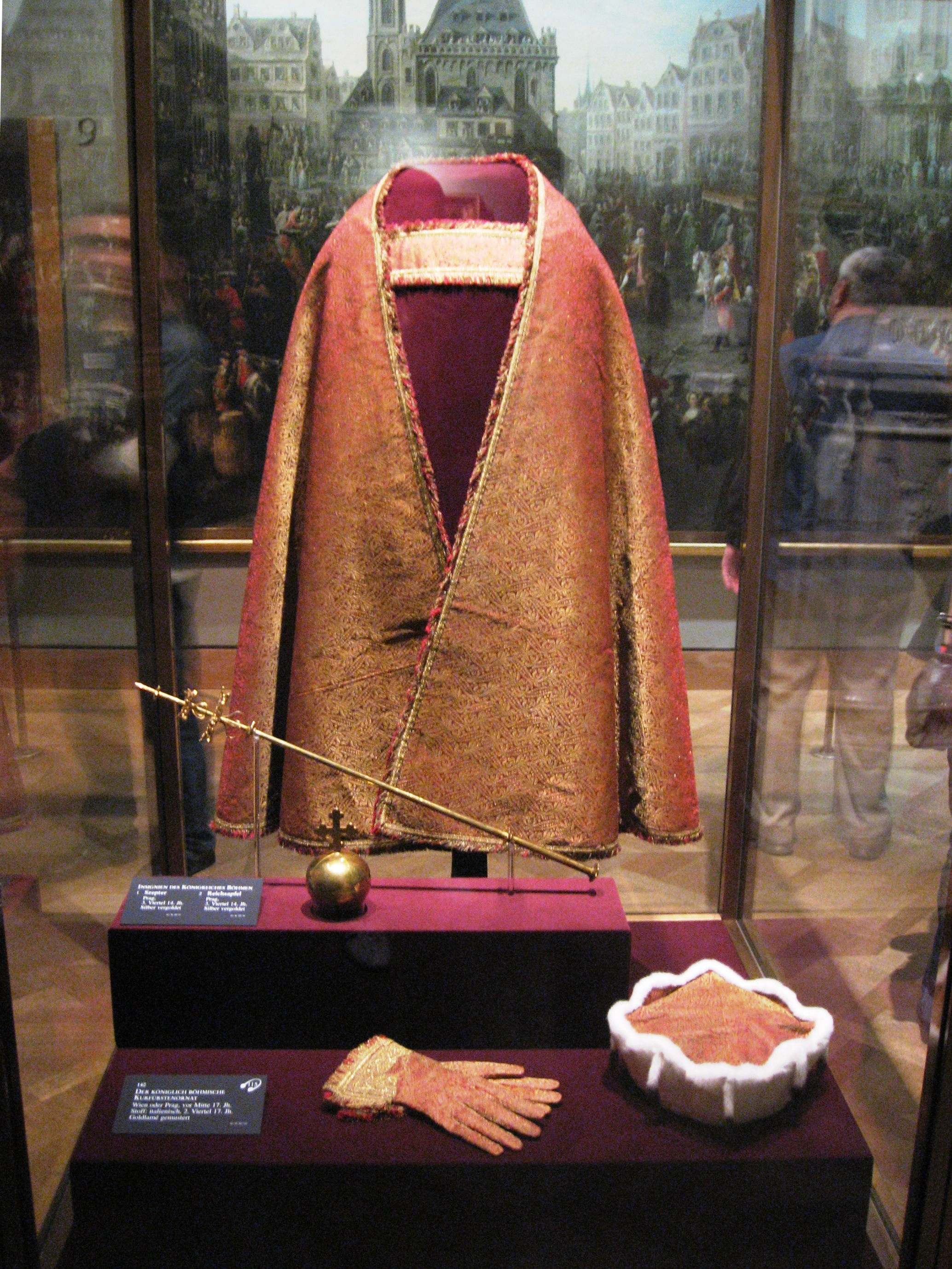
Het koninklijk-Boheems keurvorstenornaat in de Weense schatkamer.

Het keurvorstenornaat bestond uit de keurmantel, een breed, mantelachtig kleed met brede mouwen of armgleuven, volledig uit hermelijn – een symbool van koninklijke waardigheid – aflopend. Daarbij kwamen een bredere hermelijnen kraag, violette handschoenen en keurhoed, een fluwelen muts met hermelijnen rand. De mouwmantel en de ronde keurhoed van de wereldlijke keurvorsten  waren uit donkerkarmozijnkleurig fluweel vervaardigd, de mantel met armgleuven en de vierhoekige muts van de geestelijke keurvorsten uit donkerscharlakenkleurig laken. Tot de insignia behoorde verder ook het keurzwaard.
De voorstelling van de keurvorsten in keurvorstenornaat op contemporaine munten die de ronde deden in het gewone geldverkeer is terug te vinden als beeldenaar op de dalers uit de erflanden.